# Mystery Jets
Mystery Jets is een Engelse indiepop-band afkomstig van het Eel Pie-eiland, in de Londense buitenwijk Twickenham.

## Geschiedenis
De groep is actief sinds 2004 en heeft sindsdien zes albums uitgebracht. De muziek van de groep is catchy en de teksten zijn meestal simpel. Mystery Jets wordt met regelmaat vergeleken met The Kooks en The Shins, alhoewel de Mystery Jets een minder groot commercieel succes hebben.
Mystery Jets hebben onder meer samengewerkt met Laura Marling, en de producers Stephen Street (onder anderen van Blur en Kaiser Chiefs) voor het album Twenty One en Chris Thomas (onder anderen van Sex Pistols en Pulp) voor het album Serotonin. Ook heeft de groep getoerd met de Arctic Monkeys.

## Bezetting
De groep bestaat uit vijf personen. Henry Harrison is de vader van frontman Blaine, en is daarom meer achter de schermen betrokken. Blaine zelf heeft een open rug, en treedt daarom altijd zittend op.
- Blaine Harrison (zang, gitaar en keyboard)
- Peter Cochrane (basgitaar)
- Kapil Trivedi (drums)
- Henry Harrison (zang, gitaar, percussie en keyboard)
- Matt Park (steelgitaar)

### Oud-leden
- Kai Fish (basgitaar)
- Tamara Pierce-Higgins (keyboard en zang)
- William Rees (gitaar en zang)

## Discografie

### Albums
- Making Dens (6 maart 2006)
- Zootime (8 mei 2007, alleen in de Verenigde Staten, met verschillende nummers van Making Dens)
- Twenty One (24 maart 2008)
- Serotonin (5 juli 2010)
- Radlands (30 april 2012)
- Curve of the Earth (15 januari 2016)
- A Billion Heartbeats (3 april 2020)